# 부민초등학교
부민초등학교(富民初等學校)는 대한민국 부산광역시 서구 부용동2가에 있는 공립 초등학교다.

## 연혁
- 1921년 10월 15일 부민공립보통학교 설립인가
- 1922년 6월 28일 신축 교사로 이전
- 1925년 3월 25일 제1회 졸업식
- 1938년 4월 1일 부민공립심상소학교로 개칭
- 1941년 4월 1일 부민공립국민학교로 개칭
- 1959년 12월 15일 강당 낙성식
- 1986년 9월 3일 부민공원 조성
- 1996년 3월 1일 부민초등학교로 개칭
- 2007년 3월 13일 과학실 현대화 리모델링
- 2008년 3월 12일 방송실 시설 현대화
- 2008년 9월 1일 제22대 이정희 교장 부임
- 2009년 3월 25일 영어체험시설 설치
- 2010년 12월 28일 Weeclass 설치 공사
- 2012년 2월 15일 제88회 졸업식(105명, 누계 32612명)
- 2012년 3월 1일 20(1)학급 편성
- 2012년 9월 1일 제23대 우진영 교장 부임
- 2012년 10월 11일 배움터 지킴이실 설치
- 2012년 10월 22일 교무실, 행정실 환경 개선
- 2013년 2월 15일 제89회 졸업식(113명, 누계 32721명)
- 2013년 3월 1일 19(1)학급 편성
- 2014년 2월 17일 제90회 졸업식(73명, 누계 32793명)
- 2014년 3월 1일 19(1)학급 편성
- 2014년 9월 1일 제24대 오희정 교장 부임
- 2015년 2월 17일 제91회 졸업식(63명, 누계 32860명)
- 2015년 2월 17일 돌봄 3교실 증축
- 2015년 3월 1일 18(1)학급 편성
- 2016년 2월 19일 제92회 졸업식(58명, 누계 32918명)
- 2016년 3월 1일 18(1)학급 편성
- 2017년 2월 10일 도서실, 보건실 현대화 공사
- 2017년 2월 17일 제93회 졸업식(66명, 누계 32984명)
- 2017년 3월 1일 18(1)학급 편성
- 2017년 9월 1일 제25대 구동근 교장 부임

## 참고 자료
- 부민초등학교 - 한국교육학술정보원 학교알리미